# تپه گلورتپه
تپه گلورتپه مربوط به دوره ساسانیان است و در شیروان، انتهای بلوار فجر واقع شده و این اثر در تاریخ ۲۸ شهریور ۱۳۸۶ با شمارهٔ ثبت ۱۹۶۹۷ به‌عنوان یکی از آثار ملی ایران به ثبت رسیده‌است.